# Зірка Лакшмі

Зірка Лакшмі

Зірка Лакшмі — октаграма, складений правильний зірчастий многокутник, представлений символом Шлефлі a{8}, {8/2} або 2{4}, складений з двох квадратів із спільним центром, повернутих один відносно одного на 45 °. В індуїзмі є символом Ашталакшмі (санскрит: अष्टलक्ष्मी, Aṣṭalakṣmi, букв. Восьмикратний Лакшмі) восьми форм богині Лакшмі.

## У масовій культурі
Логотип у вигляді восьмикутної зірки використовувався гуртом Faith No More, хоча творець сказав, що це данина символу хаосу.